# Robert Thomas (director)
Robert Thomas (Gap, Alts Alps, 28 de setembre de 1927 - París, 3 de gener de 1989) va ser un dramaturg, actor i director d'escena francès. És un autor, en part, oblidat de les lletres franceses. Els seus inicis professionals se situen a principis de la dècada de 1950, quan instal·lat a París, participa com a actor en muntatges com La Main de César (19519, d'André Roussin o Les Belles Bacchantes.
Però el seu major reconeixement li arriba de la seva faceta de dramaturg. En 1960 estrena Parany per a un home sol, un gran èxit sobre els escenaris, que va estar a punt de ser portat al cinema per Alfred Hitchcock.
Un any més tard, es reestrena la que havia estat la seva primera obra, Vuit dones, que li va merèixer el Premi Quai des Orfèvres. Altres obres de l'autor són: Le Deuxième Coup de feu (1964), Assassins associés (1965), Le Marchand de soleil (1969) i La Poulette aux œufs d'or (1973).
Com a director de cinema, va rodar, entre d'altres, La Bonne Soupe (1964) i Patate (1964). Entre 1970 i la seva defunció va dirigir el Théâtre Édouard VII de París.